# Boris Moubhibo Ngonga
Boris Moubhibo Ngonga (25 de novembro de 1988) é um futebolista profissional congolês que atua como defensor.

## Carreira
Boris Moubhibo Ngonga representou o elenco da Seleção Congolesa de Futebol no Campeonato Africano das Nações de 2015.